# 斷絕親子關係
斷絕親子關係是指父母不再承認他們的某個子女是家庭中的一員。通常在子女做出某種令家長非常難堪的行為後，父母才會和子女斷絕關係。斷絕親子關係後，子女必須自己照顧自己，而且子女的繼承權也會被剝奪，子女不能再返回以前的住所，也不能參加家庭活動。在一些國家，法律不允許子女在尚未成年的情況下，家長就和子女斷絕關係。在中華人民共和國，不管子女是否成年，斷絕親子關係在法律上都不被認可。